# بودراع (آيت عياش)
قصر بودراع هي إحدى مشيخات المملكة المغربية، تتبع جغرافيا لإقليم ميدلت وإداريًا لآيت عياش. يقدر عدد سكانها بـ 4004 نسمة حسب الإحصاء الرسمي للسكان والسكنى لسنة 2004.